# Liga Feminina Dinamarquesa 2017–18
A Elitedivisionen 2017–18 foi a 46ª temporada da maior liga de futebol feminino da Dinamarca sendo disputada por 8 equipes. O Brøndby IF era o atual campeão.

## Round principal
As equipes se enfrentam duas vezes. O top seis avança para a próxima fase do campeonato.

## Artilheiras
- Atualizado até 3 June 2018.[3][4]

| Ranking | Jogadora           | Clube                      | Gols |
| ------- | ------------------ | -------------------------- | ---- |
| 1       | Signe Bruun        | Fortuna Hjørring           | 14   |
| 2       | Signe Andersen     | VSK Aarhus                 | 12   |
| 3       | Stine Larsen       | Brøndby IF                 | 11   |
| 3       | Amalie Thestrup    | Ballerup-Skovlunde Fodbold | 11   |
| 5       | Nanna Christiansen | Brøndby IF                 | 9    |
| 6       | Lotte Troelsgaard  | KoldingQ                   | 8    |
| 7       | Tamires            | Fortuna Hjørring           | 7    |
| 7       | Olga Ahtinen       | Brøndby IF                 | 7    |
| 7       | Maria Hovmark      | Brøndby IF                 | 7    |
| 10      | Agnete Nielsen     | Fortuna Hjørring           | 6    |
| 10      | Nevena Damjanović  | Fortuna Hjørring           | 6    |

| Rank | Player                 | Club                       | Goals |
| ---- | ---------------------- | -------------------------- | ----- |
| 1    | Nanna Christiansen     | Brøndby IF                 | 19    |
| 2    | Signe Bruun            | Fortuna Hjørring           | 17    |
| 3    | Amalie Thestrup        | Ballerup-Skovlunde Fodbold | 15    |
| 3    | Signe Andersen         | VSK Aarhus                 | 15    |
| 5    | Karoline Smidt Nielsen | Fortuna Hjørring           | 13    |
| 6    | Tamires                | Fortuna Hjørring           | 12    |
| 6    | Lotte Troelsgaard      | KoldingQ                   | 12    |
| 8    | Stine Larsen           | Brøndby IF                 | 11    |
| 9    | Olga Ahtinen           | Brøndby IF                 | 8     |
| 9    | Signe Boysen           | KoldingQ                   | 8     |
| 9    | Nevena Damjanović      | Fortuna Hjørring           | 8     |
| 9    | Mille Gejl Jensen      | KoldingQ                   | 8     |
| 9    | Maria Hovmark          | Brøndby IF                 | 8     |